# Локид Мартин SR-72
Локид Мартин SR-72 (енгл. Lokheed Martin SR-72) је беспилотни, хиперсоничан авион намењен за обавештајне задатке, надзор и извиђање. Развија га фирма Локид Мартин као наследника авиона Локид SR-71 блекбирд. 

## Пројектовање и развој
Авион је замишљен као извиђачки авион без посаде који би захваљујући својој великој суперсоничној брзини (око 6 маха) и висини лета, био у стању да не ометан обавља постављене задатке у непријатељској позадини. Овај авион је био наследник авиона Локид СР-71 који је полетео 1964. године ушао у састав америчког ваздухопловства 1966. године и у служби остао све до 1998. године.
SR-72 је по димензијама требао да буде сличан авиону СР-71 дужине 30 m, а размах крила 15 m, са два погонска мотора. Било је предвиђена поред извиђаћке и борбена варијанта овог авиона.
Пројектом је предвиђена и варијанта дужине 18 m, слично авиону F-22 раптор, са једно моторним погоном, у целом процесу постизања Маховог броја 6, ово би се постизало за неколико минута. Демострациони летови треба да буду почетком у 2023. године. Испитивање у лету SR-72, планирано је и на хиперсоничним брзинама.